# Bàn tay diệt quỷ (phim)
Bàn tay diệt quỷ (tên tiếng Anh: The Divine Fury, tên khác: Evil Expeller; tiếng Hàn: 사자; Hanja: 使者; Romaja: Saja) là một bộ phim kinh dị hành động Hàn Quốc năm 2019 do Kim Joo-hwan đồng đạo diễn và chấp bút kịch bản. Phim có sự tham gia của Park Seo-joon, Ahn Sung-ki và Woo Do-hwan. Phim được phát hành vào ngày 31 tháng 7 năm 2019..

## Nội dung
Sau khi bản thân bỗng nhiên sở hữu “Bàn tay diệt quỷ”, võ sĩ MMA Yong Hoo (Park Seo Joon thủ vai) đã dấn thân vào hành trình trừ tà, trục quỷ đối đầu với Giám Mục Bóng Tối (Woo Do Hwan thủ vai) – tên quỷ Satan đột lốt người. Từ đó sự thật về cái chết của cha Yong Hoo cũng dần được hé lộ cũng như nguyên nhân anh trở thành “người được chọn”.

## Diễn viên

### Nhân vật chính
- Park Seo-joon thủ vai Yong-hoo
  - Lee Chan-yoo thủ vai Yong-hoo lúc trẻ
- Ahn Sung-ki thủ vai Cha xứ Ahn
- Woo Do-hwan thủ vai Giám mục Bóng tối Ji-shin
- Park Ji-hyun thủ vai Soo-jin
- Jung Ji-hoon thủ vai Ho-seok
- Lee Seung-hee thủ vai Người đàn ông bị quỷ ám
- Sim Hee-seop thủ vai Cha xứ Kim
- Kim Si-eun thủ vai Sơ Theresa
- Kim Seon-min thủ vai Angela
- Kim Bum-soo thủ vai Bum-soo
- Ryu Kyung-soo thủ vai Bác sĩ
- Seo Jeong-yeon thủ vai Mẹ của Soo-jin
- Jo Eun-hyung thủ vai Hong-jin
- Jung Eui-soon thủ vai Veronica
- Kim Ye-ji thủ vai Tông đồ của Quá khứ
- Hikaru Yamamoto thủ vai Maria
- Rika Adachi thủ vai Lola
- Rina Takeda thủ vai Cô gái xấu tính

### Khách mời đặc biệt
- Choi Woo-shik thủ vai Cha xứ Choi
- Park Jin-joo thủ vai Nữ shipper nhà hàng Trung Quốc
- Lee Seol thủ vai Seol

## Sản xuất
Phim được bắt đầu sản xuất vào ngày 14 tháng 8 năm 2018. Đây là lần hợp tác tiếp theo giữa đạo diễn Kim Joo-hawn (Jason Kim) và nam tài tử Park Seo-joon sau bộ phim Cảnh sát tập sự (2017).

## Phát hành
Phim được công chiếu tại các rạp phim ở Úc và New Zealand vào ngày 8 tháng 8, 2019 do Purple Plan cấp phép và được phân phối bởi Magnum Films. Ở Hoa Kỳ và Canada phim được phát hành vào ngày 16 tháng 8, 2019 do Well Go USA Entertainment phân phối. Tuy nhiên, tại thị trường Việt Nam, ngày khởi chiếu của phim được ấn định vào ngày 9 tháng 4 năm 2021.